# ガムラ自然保護区

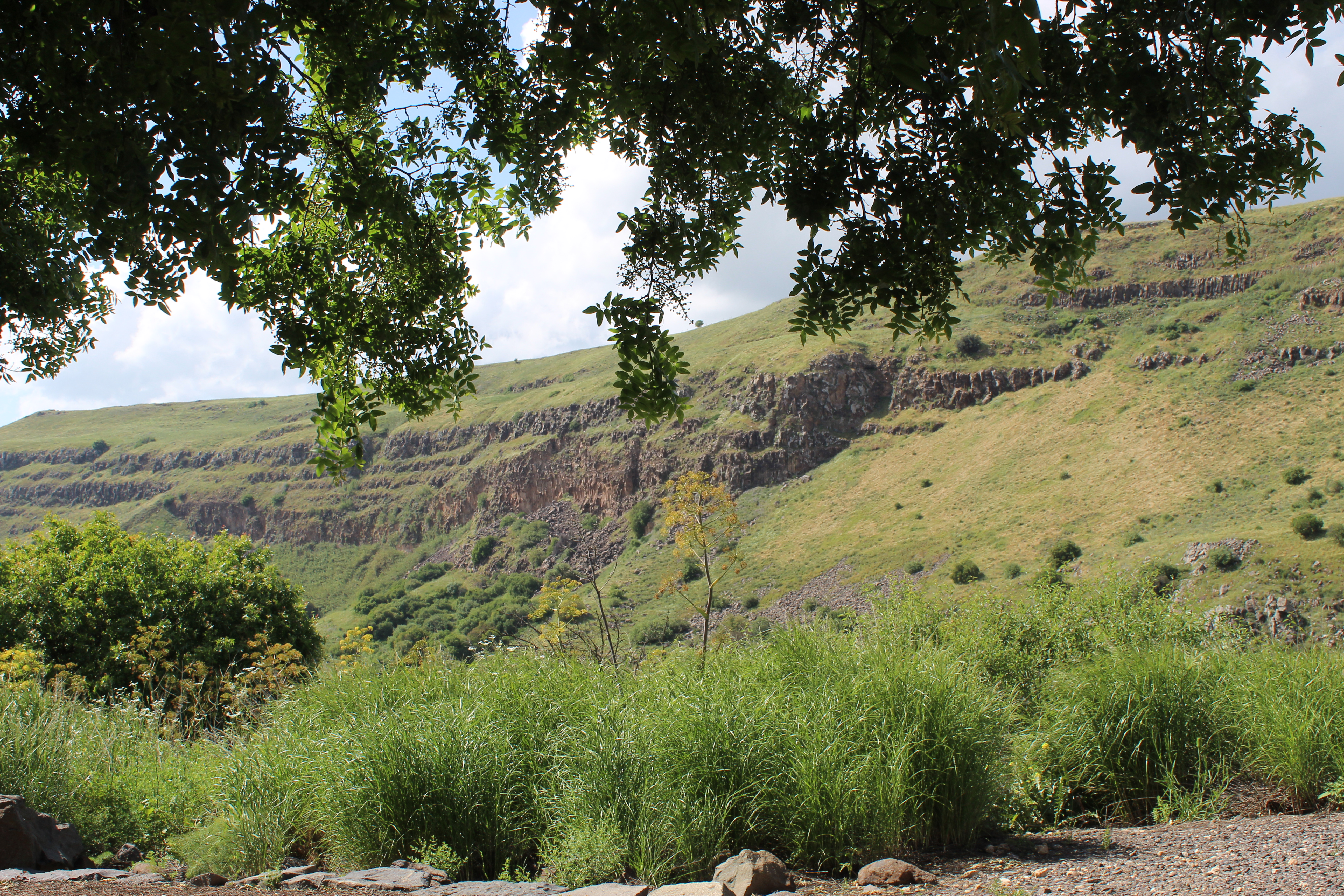
ガムラ近くの山岳地帯

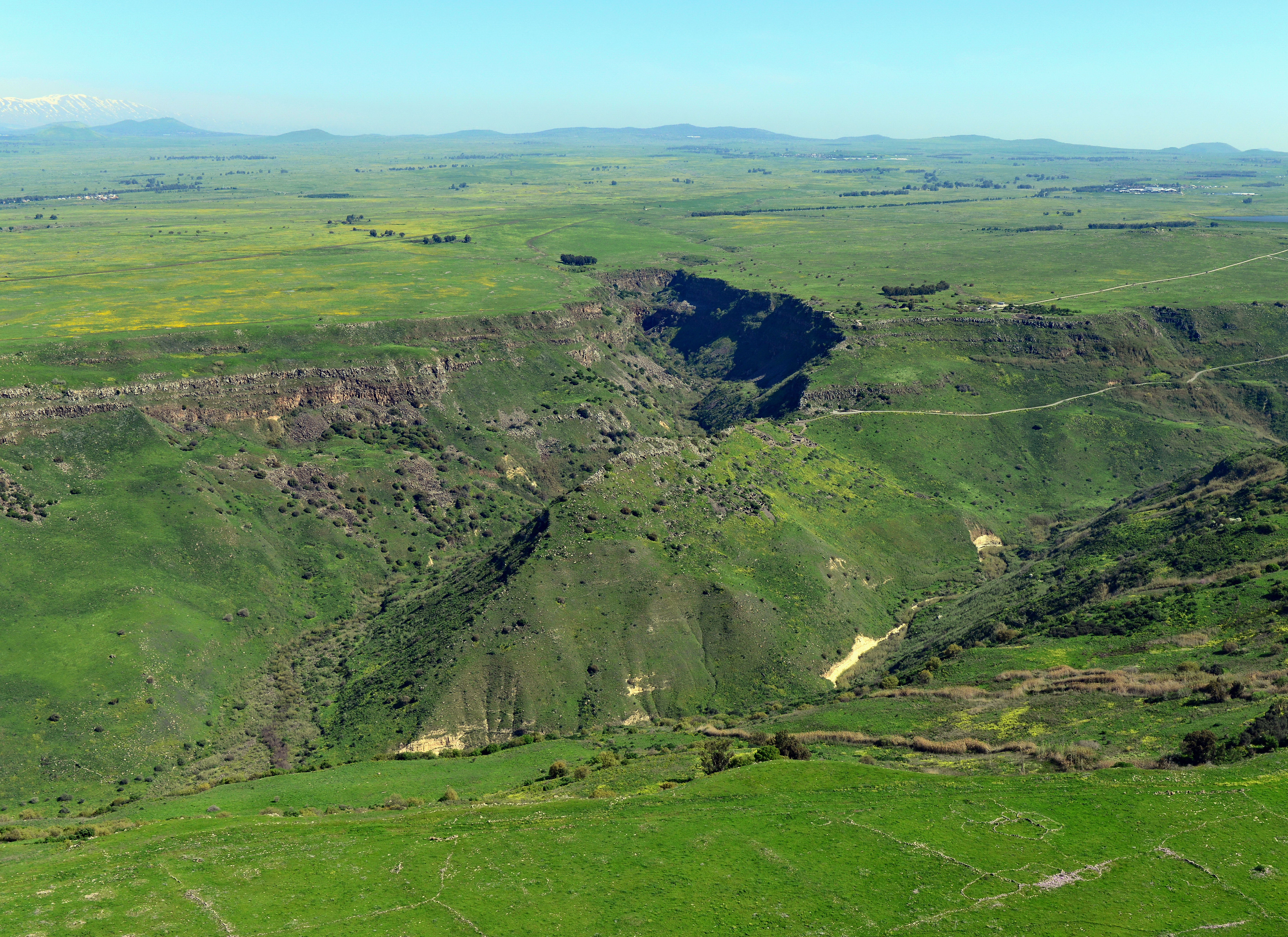
空撮

ガムラ自然保護区（ガムラしぜんほごく、英語: Gamla nature reserve）は、 イスラエル占領地 ゴラン高原の中心部に位置し、イスラエルが設定している自然保護区である。カツリンから20キロメートル南に位置する。ガムラ自然保護区には、自然だけではなく歴史的な遺構や施設が残されている。 
ガムラ自然保護区は、ガムラ川とDaliyot川の2つの小川に沿って設定されており、イスラエルで最大のシロエリハゲワシの営巣地があり、様々な種類の野生動物や植生、特に猛禽類が生息している。また、この地には紀元前3世紀から紀元後67年まで栄えた古代都市のガムラの遺構や青銅器時代の墓地と716基の支石墓も残されている。ガムラ川の最上流には、落差51メートルの滝があり、これはイスラエル占領地とイスラエル領地の中で最も落差の高い滝であるが、夏と秋には涸れる。 
ガムラ保護区には、記念碑やビザンチン時代の村の遺跡などもある。この記念碑は、イスラエルが関与した戦争やテロで犠牲となったゴラン高原へのユダヤ人入植者を追悼するために建てられた。 